# Lysandra margarita
Lysandra margarita är en fjärilsart som beskrevs av Ribbe 1910. Lysandra margarita ingår i släktet Lysandra och familjen juvelvingar. Inga underarter finns listade i Catalogue of Life.